# Thecla vieca
Thecla vieca är en fjärilsart som beskrevs av William Schaus 1902. Thecla vieca ingår i släktet Thecla och familjen juvelvingar. Inga underarter finns listade i Catalogue of Life.